# Zelota sumatrana
Zelota sumatrana är en skalbaggsart som beskrevs av Stefan von Breuning 1938. Zelota sumatrana ingår i släktet Zelota och familjen långhorningar. Inga underarter finns listade i Catalogue of Life.